# Murillo de Río Leza
Murillo de Río Leza tỉnh và cộng đồng tự trị La Rioja, phía bắc Tây Ban Nha. Đô thị này có diện tích là 46,06 ki-lô-mét vuông, dân số năm 2009 là 1828 người với mật độ 39,69 người/km². Đô thị này có cự ly 14 km so với Logroño.